# Licídeos

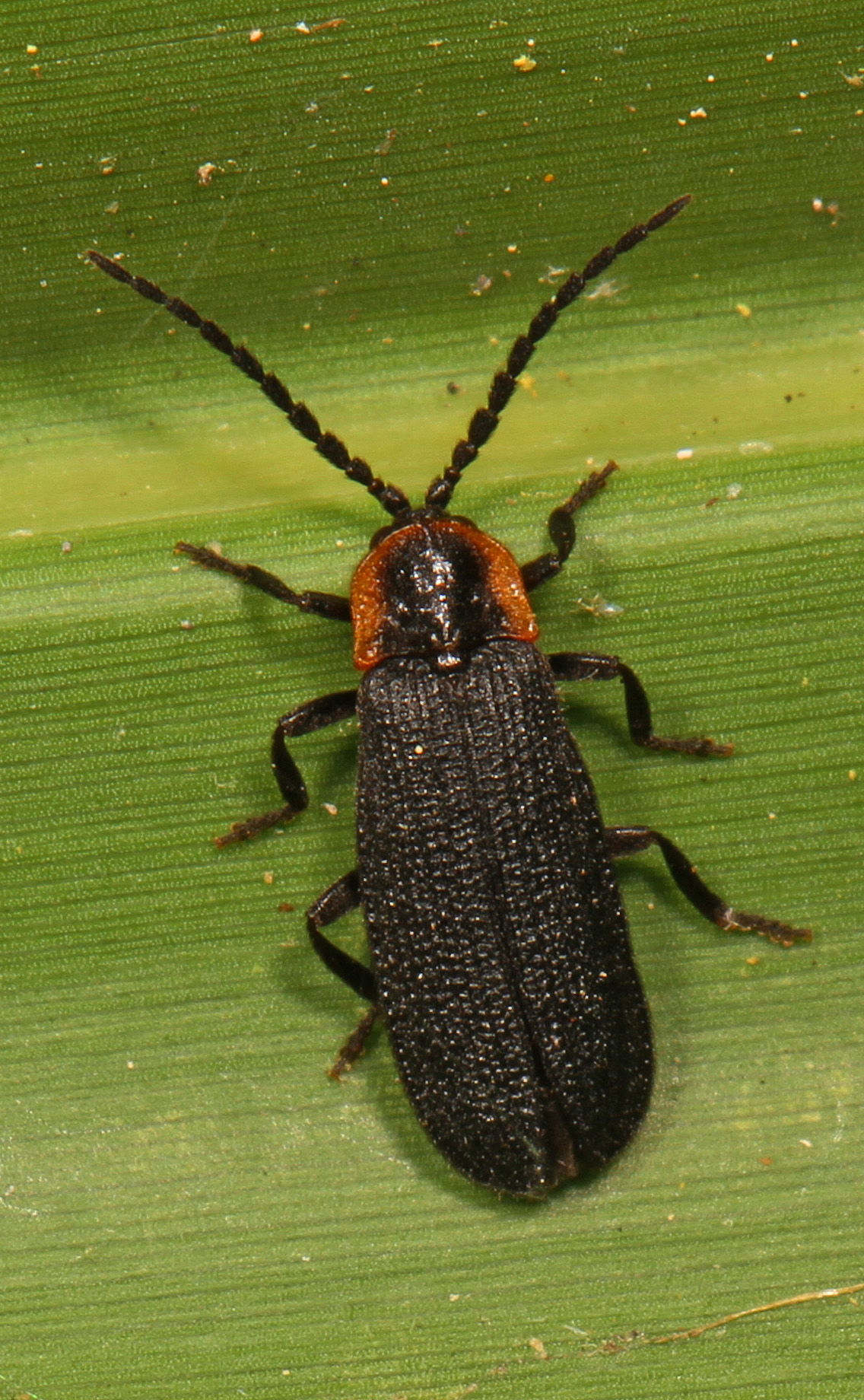
Lycidae de élitros negros, mostrando seu tegumento reticulado. Gênero Plateros.

Licídeos (cientificamente denominados Lycidae por Laporte de Castelnau, em 1836; popularmente denominados, em inglês, net-winged beetles; na tradução para o português, "besouros com asas em rede") são uma família de insetos, cosmopolita e principalmente tropical, da ordem Coleoptera; geralmente possuindo élitros de tegumento mole, macios ou coriáceos, com relevo de cristas longitudinais ou reticulados, e de colorações entre o amarelo, laranja, vermelho e negro; apresentando propriedades tóxicas para os predadores e assim imitados, em suas formas e colorações,  por inúmeros outros insetos comestíveis. Já se encontram catalogadas mais de 3.000 espécies, variando as suas dimensões entre 5 milímetros a 3 centímetros de comprimento.

## Hábitos, defesa e complexo mimético
Dentre os compostos presentes no interior de insetos da família Lycidae encontram-se o ácido acetilênico e o ácido licídico, dentre outras substâncias que os tornam impalatáveis aos predadores; que rapidamente os rejeitam, demonstrando, assim, um alto grau de aposematismo que os faz ser adotados como modelo mimético de insetos de ordens como Hymenoptera, Hemiptera, Lepidoptera, Diptera, e de outras famílias de Coleoptera como Cantharidae, Scarabaeidae, Meloidae, Lampyridae, Chrysomelidae, Cleridae, Tenebrionidae, Buprestidae e Cerambycidae. Tais espécies miméticas são denominadas “lycoids”, “lycidomorphes” ou “lyciformes”.
Uma outra característica em besouros da família Lycidae é o exsudato de hemolinfa tóxica (que pode ter coloração branca, cinza-claro, amarela ou cor-de-rosa) através da ruptura de membranas finas e sendo liberado em diversas partes do corpo do animal, como junções abdominais, suturas do tórax e pernas; sendo repugnante ao paladar e de forte odor.

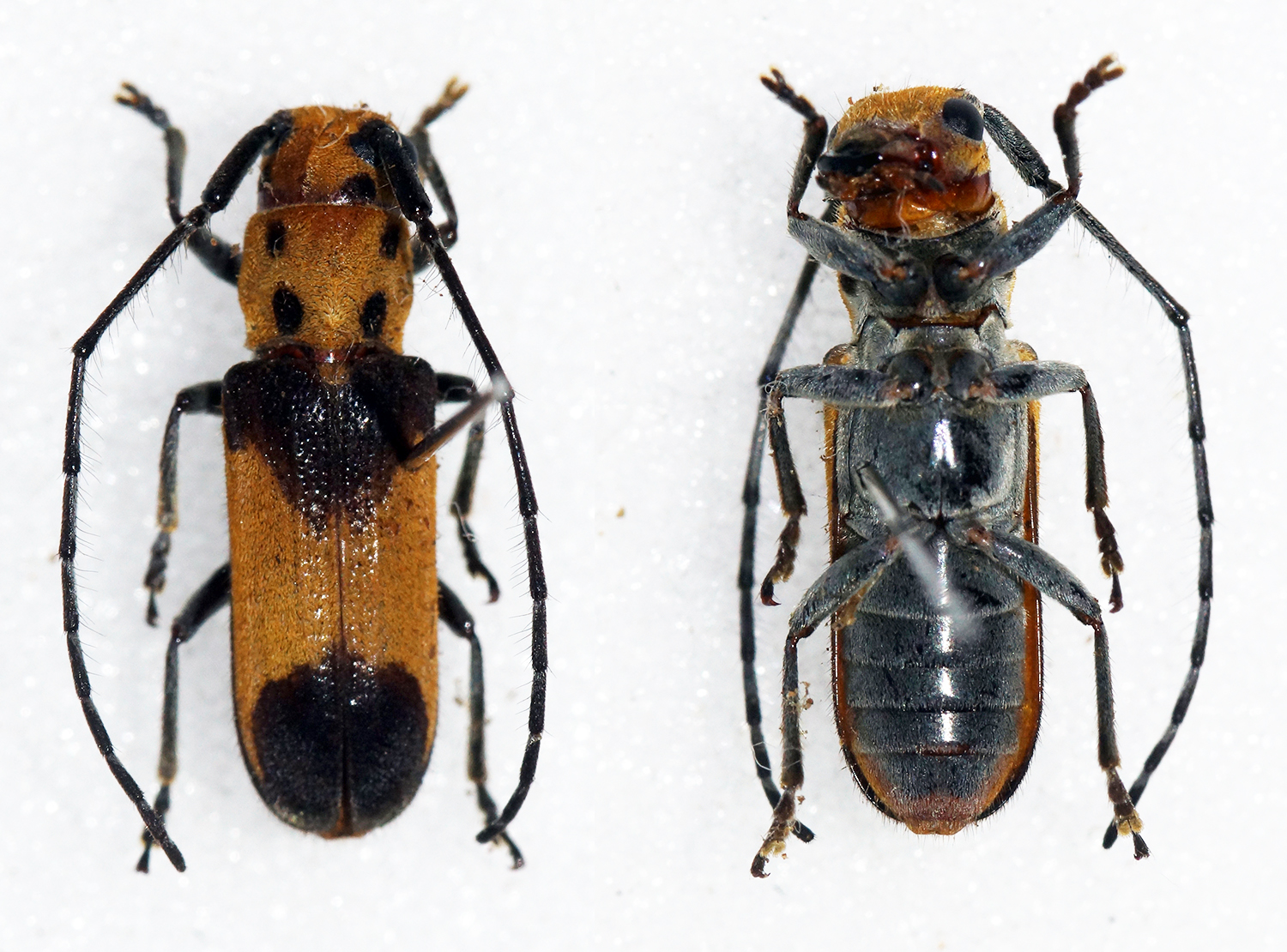
Besouro Essostrutha laeta (Coleoptera; Cerambycidae) com padrão mimético de Lycidae.
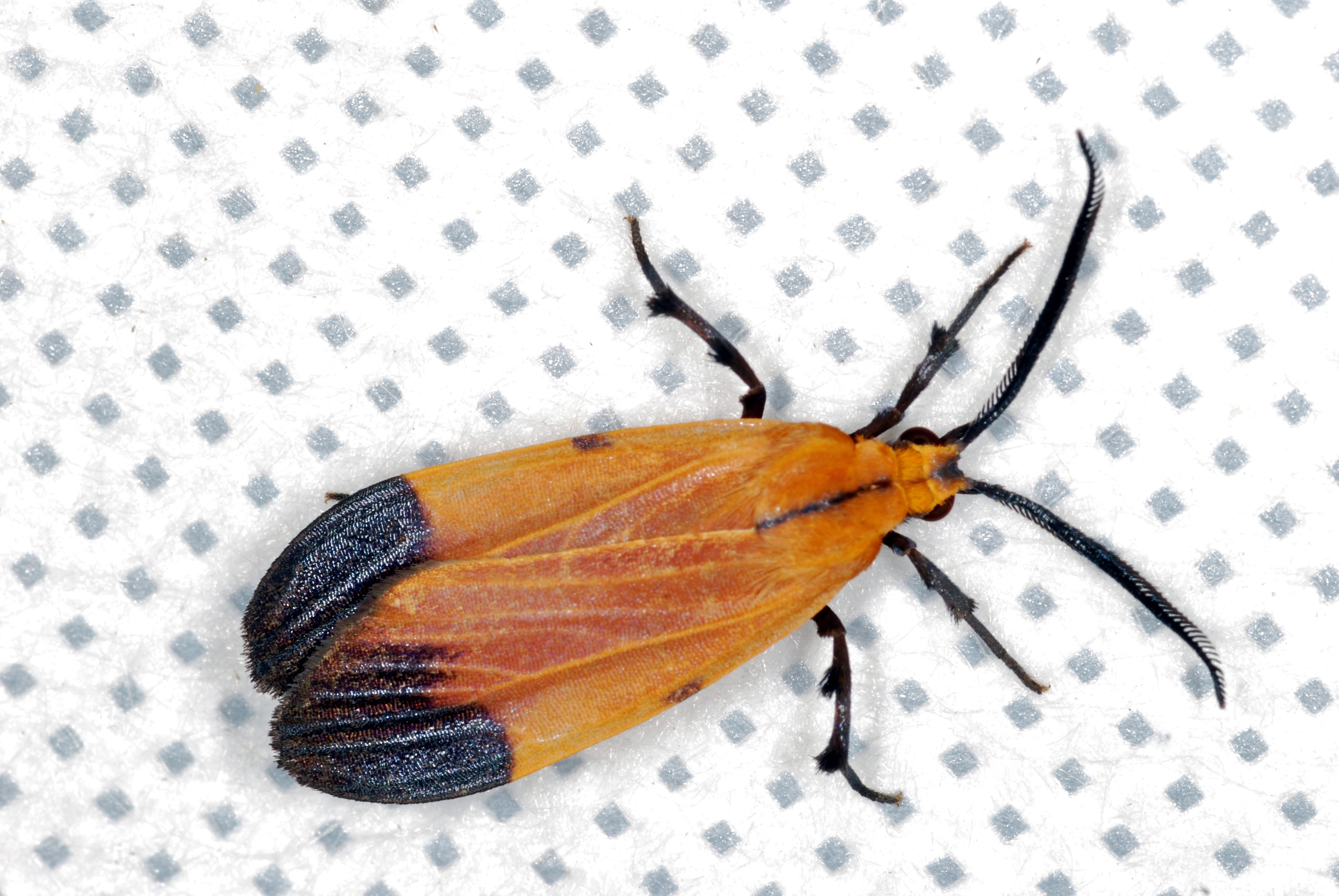
Mariposa Correbidia elegans (Lepidoptera; Arctiidae) com padrão mimético de Lycidae.

Seus indivíduos adultos não são herbívoros, mas sim predominantemente predadores, embora, visitando flores, onde são frequentes, e alimentando-se de néctar e pólen, possam atuar como polinizadores complementares. São besouros diurnos, abundantes sobre folhas e flores, que têm andar e voo lentos, apresentando élitros moles e, em muitas espécies, hábitos gregários. Suas larvas geralmente se alimentam de fungos. Pode ocorrer neotenia na fêmea de alguns gêneros, com esta retendo as características de sua larva, durante a sua fase adulta; o que revela um acentuado dimorfismo sexual.
As numerosas espécies de Lycidae diferem de besouros das famílias Cantharidae e Lampyridae, dos quais são similares, por ter suas cabeças não totalmente encobertas pelo pronotum (sua cobertura protoráxica), que é mais estreito que seus élitros. Geralmente são espécies alongadas, porém algumas apresentam élitros extremamente arredondados, expandidos além das margens laterais do abdômen (como Lycus melanurus e Lycus trabeatus, da África, ou Lycus fernandezi, dos Estados Unidos). Suas larvas se assemelham às dos Lampyridae.

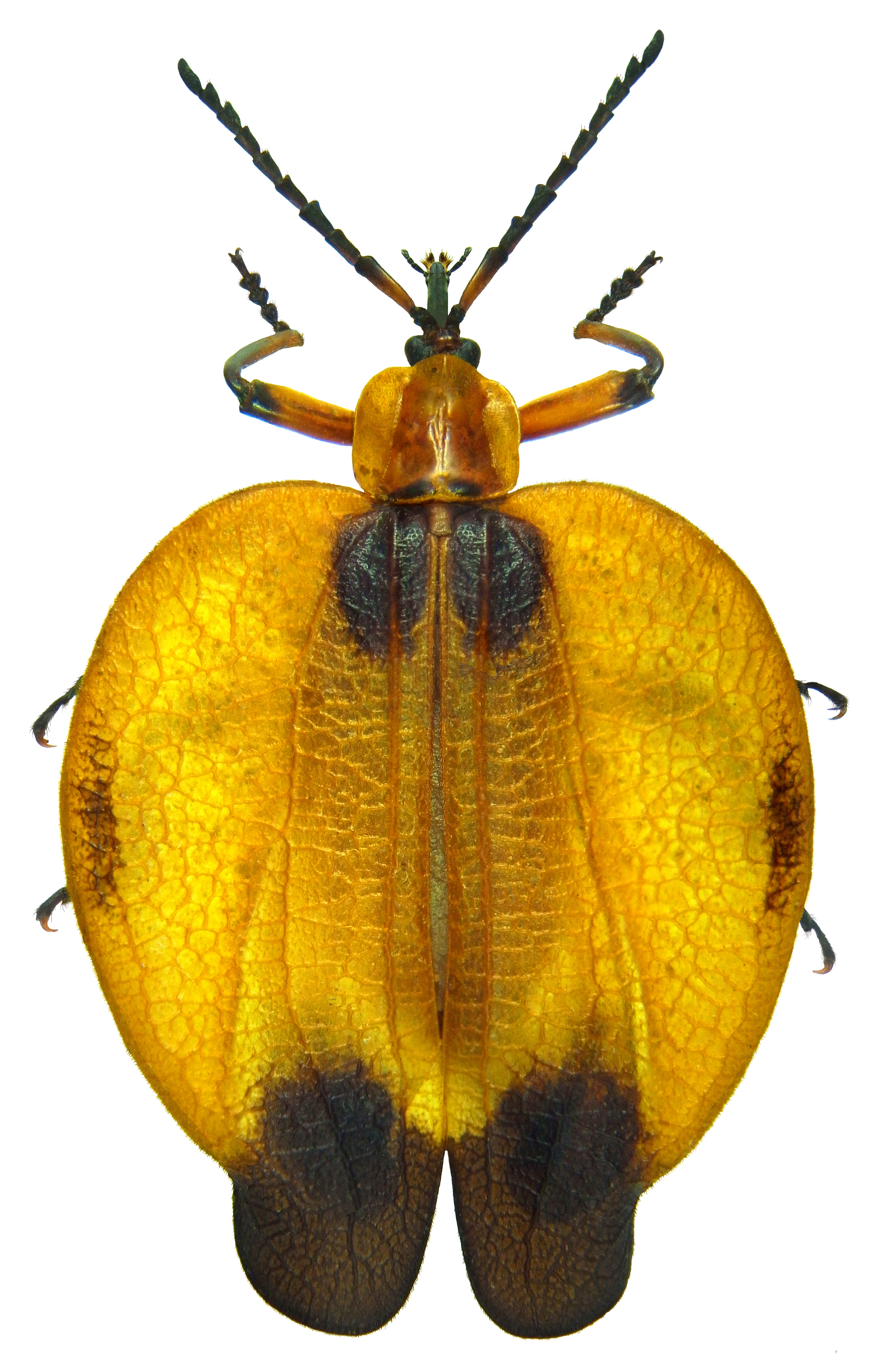
Fotografia de Lycus trabeatus (Coleoptera; Lycidae). Um besouro arredondado.[7] Algumas espécies apresentam um "bico" ou rostro (rostrum).
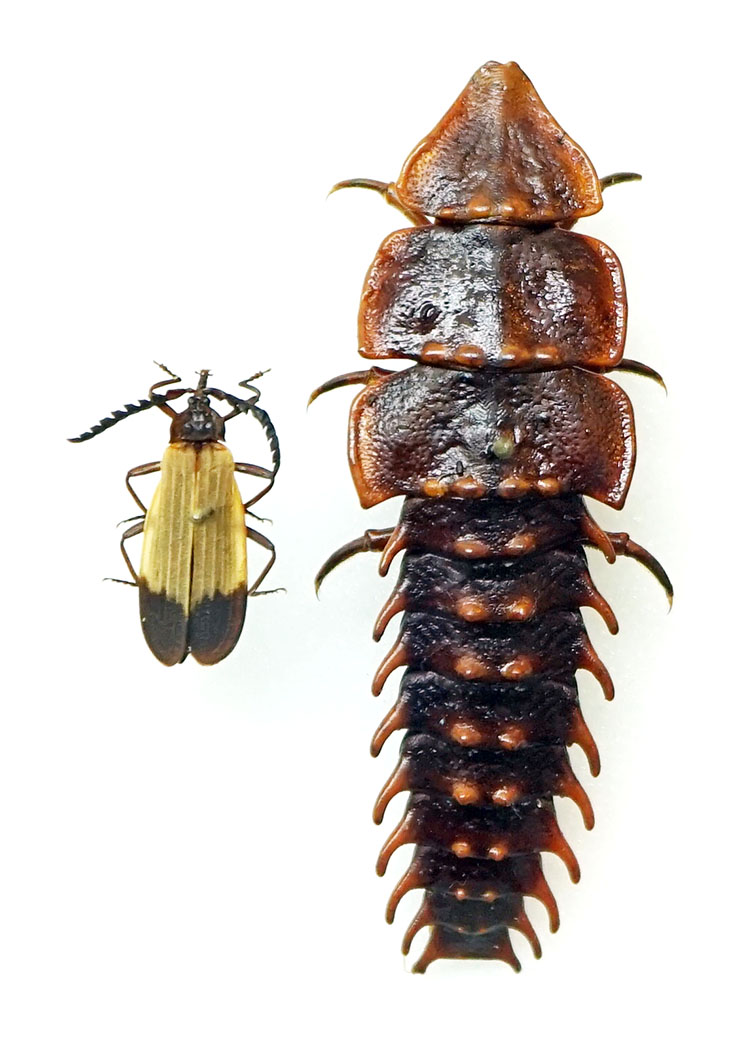
Macho (à esquerda) e fêmea (à direita) do Lycidae de Bornéu do gênero Platerodrilus. Suas larvas e fêmeas neotênicas são conhecidas em inglês por trilobite beetle ou trilobite larvae.

## Gêneros
- Adoceta
- Benibotarus
- Caenia
- Calochromus
- Calopteron
- Caloptognatha
- Dictyoptera
- Eropterus
- Eros
- Falsocalleros
- Idiopteron
- Leptoceletes
- Lopheros
- Lucaina
- Lyconotus
- Lycus
- Lygistopterus
- Melaneros
- Plateros
- Platycis[1]